# Calathea squarrosa
Calathea squarrosa là một loài thực vật có hoa trong họ Marantaceae. Loài này được L.Andersson & H.A.Kenn. mô tả khoa học đầu tiên năm 1986.